# Арофікін Євген Володимирович
Євге́н Володи́мирович Арофі́кін (12 серпня 1920, м. Зарайськ, Московська область, РРФСР, СРСР — 2005, Львів, Україна) — український художник декоративно-ужиткового мистецтва (художній текстиль), педагог, доцент.

## Біографія
Народився 12 вересня 1920 року в місті Зарайськ Московської області. Після закінчення місцевої середньої школи та Куйбишевського інженерно-будівельного інституту імені І. Мікояна був призваний в армію. Учасник ІІ світової війни, разом з військами Радянського Союзу протистояв нападу Німеччини від бою під Брестом (1941) до боїв у Берліні (1945), демобілізований у грудні 1945 року. Двічі був поранений, тричі виходив з оточення.

Впродовж 1946—1951 років навчався на факультеті художнього оформлення текстильних виробів Московського текстильного інституту імені О. Косигіна, отримав диплом з кваліфікацією «художник-технолог». Після закінчення інституту був скерований на викладацьку роботу у Львівський державний інститут прикладного і декоративного мистецтва (тепер — Львівська національна академія мистецтв).

## Педагогічна діяльність
Роботу на кафедрі художнього ткацтва ЛДІПДМ (тепер — кафедра художнього текстилю ЛНАМ) розпочав 1 вересня 1951 року. Викладав теорію ткацьких переплетень та технологію ткацтва, композицію, роботу в матеріалі. Впродовж 1954—1955, 1962—1972 років очолював цю кафедру.
В 1965 році отримав вчене звання доцента (Атестат доцента МДЦ № 025471, Москва, 04.09.1965 р.).
У 1973 році отримав посаду професора кафедри, а з 1998 року — на посаді доцента.
Працював у методичній комісії кафедри, згодом — був головою методкомісії інституту. Опублікував 10 навчально-методичних вказівок для виконання студентами курсових завдань з композиції, роботи в матеріалі, теорії ткацьких переплетень. Серед них: «Обрус і його виробництво для оздоблення сучасного інтер'єру» (Львів, 1984, 32 с.); «Орнаментація платтяної тканини набивним рослинним орнаментом» (Львів, 1986, 24 с.); «Збірник вправ до курсу ткацьких переплетень і методичні вказівки до їх виконання для студентів відділу художнього текстилю» (Львів, 1986, 71 с.).

Керував студентськими науковими роботами, більшість з яких була спрямована на дослідження народного мистецтва та ткацтва різних регіонів країни. Заохочував студентів брати участь у наукових конференціях не лише в Україні, але й у Білорусі, Прибалтійських країнах, Росії. Багато студентських робіт, виконаних під його керівництвом, були удостоєні почесних нагород (Дипломів всесоюзних і республіканських конкурсів, медалей «За кращу наукову студентську роботу» тощо). До його вихованців належать такі відомі художники, як Ласло Пушкаш, Юрій Скандаков, Олександра Крип'якевич-Цегельська, Леонід Гошовський, Оксана Куца-Ковалишин та ін.

2005 року покинув викладацьку діяльність і перейшов на творчу роботу.

## Творчість
Вивчав художні та технологічні особливості українських народних тканин у музеях України. За наслідками цієї дослідницької роботи опублікував 37 наукових статей, серед них — у журналах «Текстильна промисловість» (1964 № 4, 1972 № 7, 1988 № 3), «Легка промисловість» (1969 № 6, 1970 № 4, 1971 № 6, 1973 № 2, 1974 № 2), «Вітчизна» (1975 № 4, 1982 № 4), «Нева» (1975 № 4, 1976 № 1), «Радянська етнографія»(1978 № 5), «Народна творчість та етнографія» (1983 № 4, 1988 № 2), «Наукові записки ЛДПДМ» (1961). Є співавтором книги «Нариси з історії українського декоративно-прикладного мистецтва» (Львів, 1969).

На основі зібраного матеріалу в музеях Львова, Києва, Канева, Луцька, Чернігова, Полтави, Білгорода, Ленінграда, Москви, здійснив аналіз більше 50 народних тканин (рядна, рушники, скатертини, плахти, пояси, намітки) і створив проекти та власноруч виготовив ткані вироби для сучасного інтер'єру. Виготовляючи експериментальні зразки декоративних тканин, творчо інтерпретував народні мотиви та технологію. Розробляв і виконував складні жакардові тканини — портрети видатних діячів. Як художник-текстильник успішно працював над створенням нових композицій для тканин, тісно пов'язуючи творчу роботу з технологією виробництва, добивався розробки нових видів асортименту тканин, класифікованих за структурою ткання і видами художнього оформлення.

Взяв участь у більш ніж трьох десятках художніх виставок, зокрема у виставках «Декоративні тканини» (Львів, Музей етнографії і художнього промислу, 1964, 1967, 1985); «Декоративні тканини» (Львів, картинна галерея, 1972, 1985, 1986), «Земля і люди» (Львів, 1984); «Виставка гобелену» (Івано-Франківськ, 1985), звітних виставках професорсько-викладацького складу ЛДІПДМ (1981, 1982, 1983, 1984).
Його проект галстукової тканини «Антарктика» (арт. 3506) отримав відмінну оцінку художньої ради ВІАЛЕГПРОМу 07.10.1959 року і був прийнятий до виробництва Московського шовкового комбінату імені Щербакова.

1985 отримав медаль «Ветеран праці».